# Polygala herbiola
Polygala herbiola là một loài thực vật có hoa trong họ Polygalaceae. Loài này được A. St.-Hil. & Moq. miêu tả khoa học đầu tiên năm 1828.